# کانی‌های رس

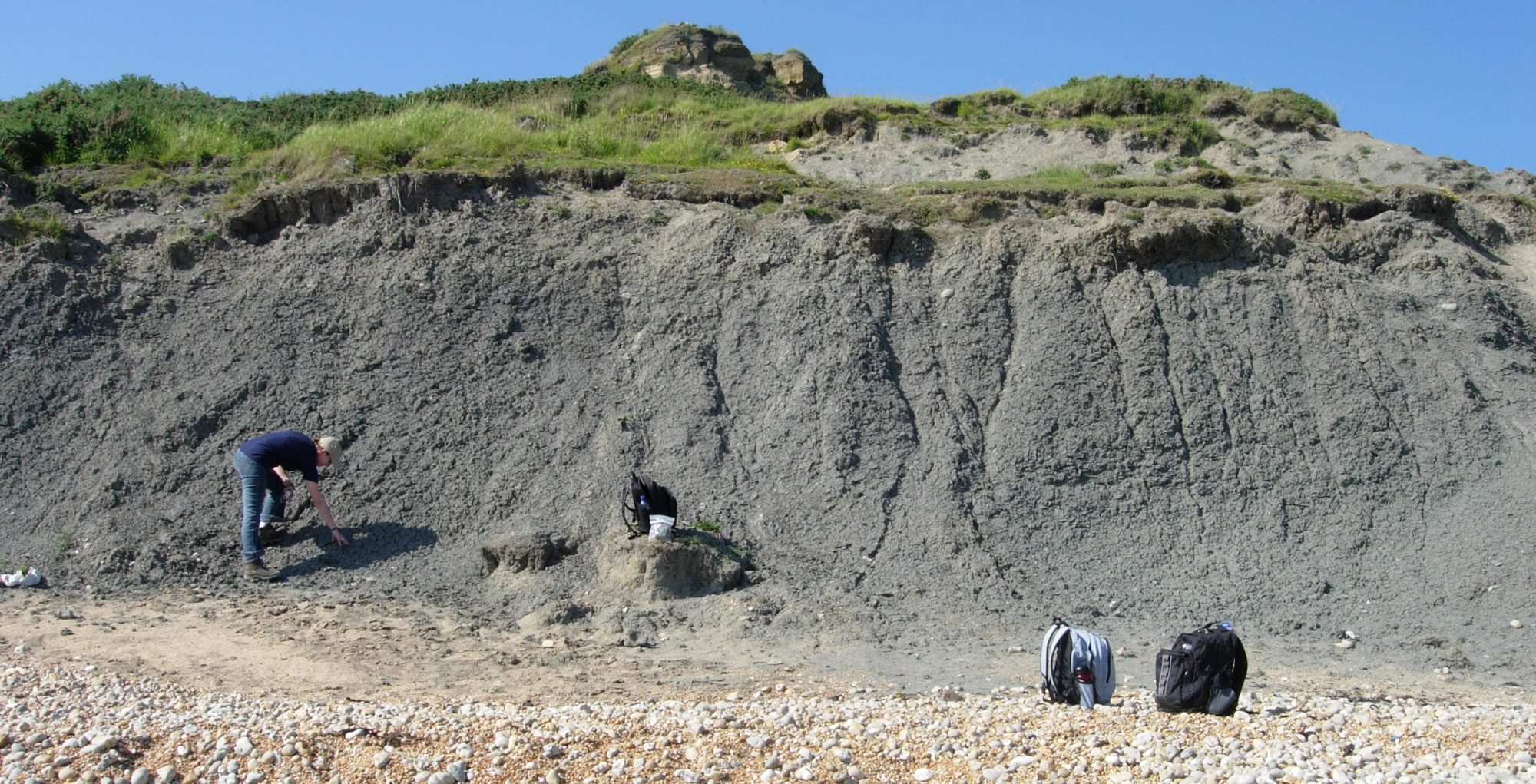
رخنمون رس‌های آکسفورد متعلق به دوره ژوراسیک در نزدیکی ویموث، دورست انگلستان.

کانی‌های رس شامل کانی‌های سیلیکات هیدرات آلومینیم است که گاهی همراه با مقادیر متغیری از آهن، منیزیم، فلزهای قلیایی، فلزهای قلیایی خاکی و دیگر یون‌هایی است که بر روی سطوح سیاره‌ای یافت می‌شود.
کانی‌های رس با وجود آب شکل می‌گیرند و در حیات موجودات زنده نقش مهمی دارند و برخی نظریه‌های پیدایش حیات شامل این گروه از کانی‌هاست. این کانی‌ها تشکیل‌دهنده خاک بوده و برای انسان از زمان‌های باستان در کشاورزی و ساخت و ساز مورد استفاده بوده‌اند.